# Auaxa sulphurea
Auaxa sulphurea är en fjärilsart som beskrevs av Butler 1878. Auaxa sulphurea ingår i släktet Auaxa och familjen mätare. Inga underarter finns listade i Catalogue of Life.